# Stonnall
Stonnall est un village situé dans le comté de Staffordshire, en Angleterre.